# BMX

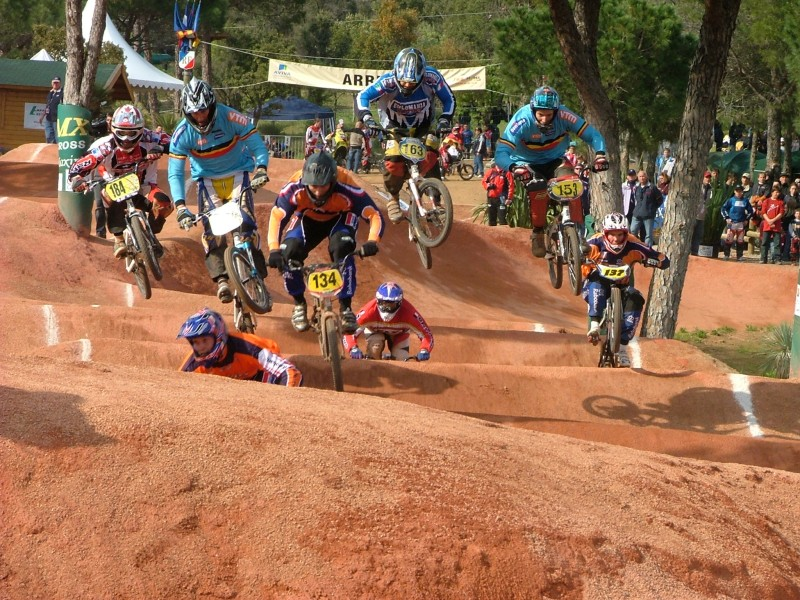
Foto do Campeonato Europeu de BMX em 2005, realizado em Sainte Maxime, na França, em 23 de Abril daquele ano

O BMX ou bicicross (do inglês: bicycle-motocross) é um esporte da modalidade de ciclismo praticado com bicicletas especiais, que surgiu no final da década de 1950 na Europa e, popularizou-se na Califórnia em 1960. O BMX possui duas modalidades: BMX racing (off-road) e o BMX freestyle (street, park, vertical, trail e, flatland).
O BMX além de ser esporte, para alguns é um estilo de vida, caracterizado por manobras que vão desde as simples às arriscadas e pela emoção, que apresentam um belo visual.
Na década de 1980 foi criada a Federação Internacional.

## Etimologia
O "BMX" é uma sigla em inglês do termo "bicycle-motocross", que em portugues representa "bicicleta-motocross", que é abreviado como "bicicross". O BMX surgiu devido à paixão do estadunindense pela modalidade moto-cross/motoX.

## Origem
Em 2009 foram descobertos fotografias e um vídeo que comprovam que o BMX e as suas corridas organizadas não nasceram nos anos 1960 e 1970 na Califórnia,  mas de fato, em Amersfoort (Países Baixos) no ano de 1958.
Nos anos 1960, as crianças imitavam seus ídolos do motocross com suas bicicletas, construíam pistas e faziam corridas informais. Assim nascia um novo esporte. Durante os anos 1970, esse novo esporte começou a crescer, surgiram equipes, campeonatos, revistas especializadas, marcas novas de peças e bicicletas BMX.
No final dos anos 1970 alguns pilotos mais velhos, como Tinker Juarez, começaram a se aventurar em piscinas e skateparks — até então território dos skaters. As manobras que começaram a criar fora das pistas de terra, começaram a dar nas vistas, surgindo assim o freestyle ("estilo livre"). Um dos pioneiros, e considerado "pai" do freestyle foi Bob Haro, que inventou muitas das primeiras manobras e também criou a Haro Bikes e a primeira BMX de freestyle — a Haro Freestyler. Outros pioneiros foram R.L. Osbourn, Woody Itson, Mike Dominguez e Martin Aparijo.
Durante os anos 1990 apareceu um novo herói, Matt Hoffman, que "salvou" o BMX Freestyle numa época em que BMX  perdia muito da sua popularidade. Hoffman criou a Hoffman Bikes, organizou campeonatos e bateu vários recordes mundiais, tendo sido durante muitos anos o campeão mundial na modalidade vert (no halfpipe).
Kevin Jones foi a outra grande figura da década de 1990 mas no estilo flatland. Jones apenas participou  de alguns campeonatos como amador, no final dos anos 1980, mas era suficiente para meter medo aos "PROs" cada vez que aparecia. Foi na sua pequena cidade de York, Pensilvânia, nos Estados Unidos, que ele inventou centenas de manobras novas e criou uma série de filmes chamados "Dorkin' in York" que revolucionaram o Flatland.
O documentário Joe Kid on a Stingray é o primeiro filme a contar a história do BMX desde o lançamento da bicicleta Schwinn Stingray em 1963 até aos X Games passando pela época de ouro do BMX na década de 1980.
Em 1981, foi fundada a Federação Internacional de BMX, que no ano seguinte fez a primeira campetição mundial.
Atualmente o BMX já está entre os maiores desportos de ação do mundo, sendo inclusive um dos que mais crescem em número de participantes. Vários campeonatos são realizados anualmente, no mundo.

## Modalidades
O BMX se divide em duas modalidades, o BMX Racing (corrida) e o BMX Freestyle (manóbras/estilo livre).
O freestyle também é dividido em sub-modalidades, sendo diferenciadas pelo local e a forma de como são executadas as manóbras.
Dirt Jumping
É praticado em rampas de terra, com alturas e distâncias variadas, podem ser rampas únicas, doubles, ou sequencias chamadas de trails. As manobras são uma mistura das manobras vistas no vert com os grandes saltos do bicicross.
Vert
Vertical ou Vert, é praticado em uma rampas com formato de “U”, denominada Half-Pipe, com manobras nas bordas e nos chamados aéreos (vôos para fora da rampa) onde os atletas buscam executar manobras de alto grau de dificuldade o mais alto possível no dois lados da rampa. É uma modalidade com um belo visual para espectadores.
Street
É praticado nas ruas, os obstáculos são tudo o que possa ser encontrado, desde escadas, corrimãos, paredes, bancos, monumentos e etc. As manobras combinam o Dirt, o Vert e o Flatland são executadas ao se transpor algum obstaculo, e o que vale é a criatividade em cada obstáculo encontrado pelas ruas.
Park
É praticado em percursos fechados (skateparks ou bikeparks) onde se encontram obstáculos que, inicialmente, procuravam simular os obstáculos das ruas, mas atualmente já possui um desenho próprio, com rampas para aéreos e para saltos, bancadas, muros e paredes, e possui ainda hoje algumas poucas simulações de obstáculos encontrados nas ruas, como escadas e corrimãos.
Flatland
É praticado em áreas planas e sem obstáculos, as manobras são um desafio de equilíbrio, criatividade e agilidade que podem ser estáticas (usando travões) ou com muito movimento (sem os travões). Os atletas ou artistas buscam executar varias combinações e variações seguidamente sem interrupção do movimento entre uma manobra e outra. 
A Bicicleta utilizada no flatland é a mais diferenciada entre as usadas nas outras modalidades do freestyle.

## No Brasil

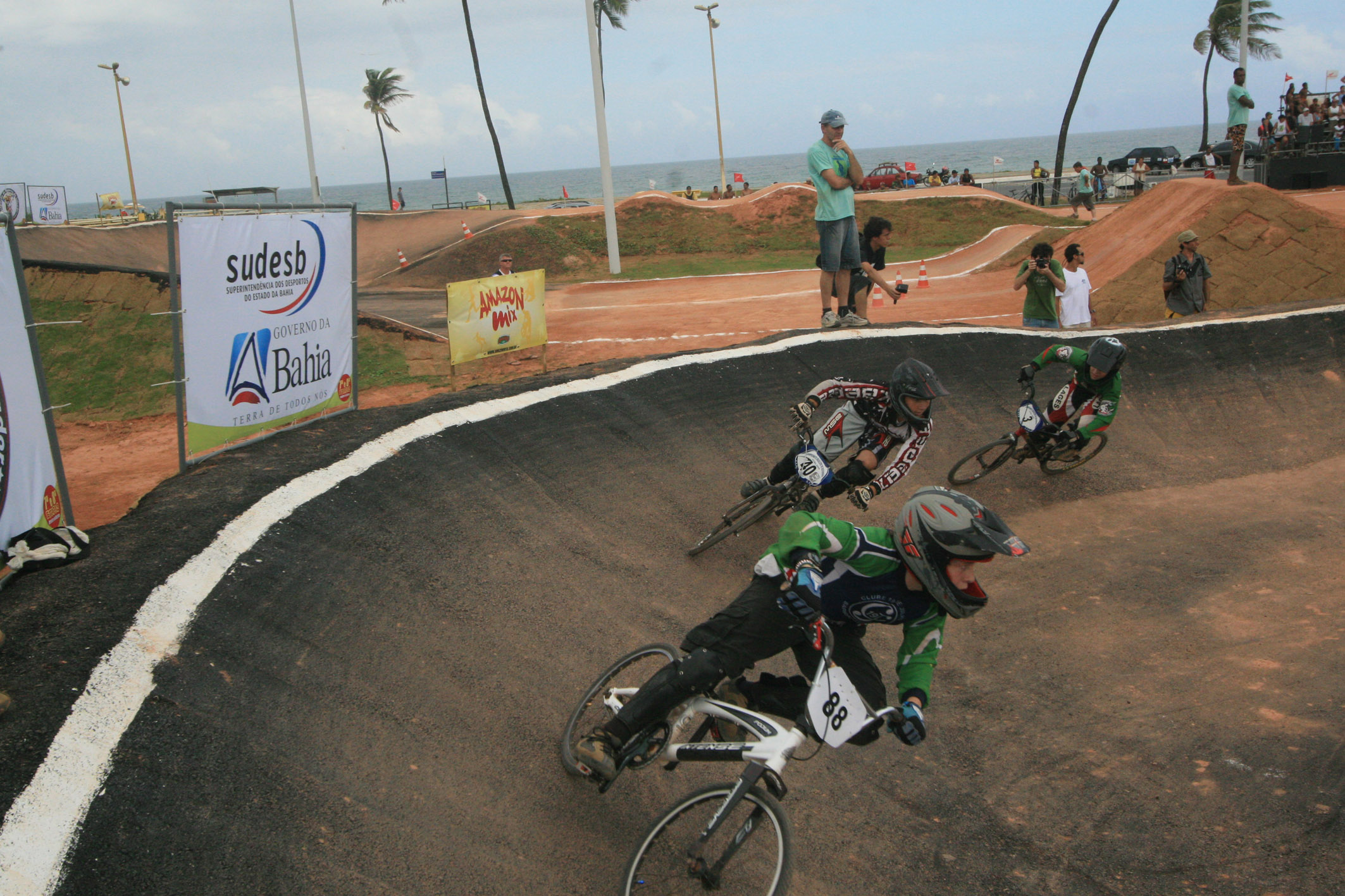
Etapa do Campeonato Brasileiro de Bicicross de 2009 na Pista Municipal de Bicicross Tertúliano Torres, em Salvador.

No dia 3 de julho de 1978, Orlando Camacho com grande experiência em competições de ciclismo e vários títulos conquistados, foi convidado pela Monark (fabricante de bicicletas) para chefiar a primeira equipe de bicicross Racing da América do Sul, Camacho convidou garotos do bairro da Mooca, em São Paulo, para participarem da equipe.
Na mesma época, a mesma empresa criou uma bicicleta especialmente desenhada para a prática do esporte, que ganhou o nome de BMX. Originalmente ela vinha de fábrica com "tanque", para-lamas e um banco igual ao de uma moto de motocross. Durante sete meses o bicicross foi divulgado no estado de São Paulo em exibições feitas com rampas de madeira, em escolas e praças.

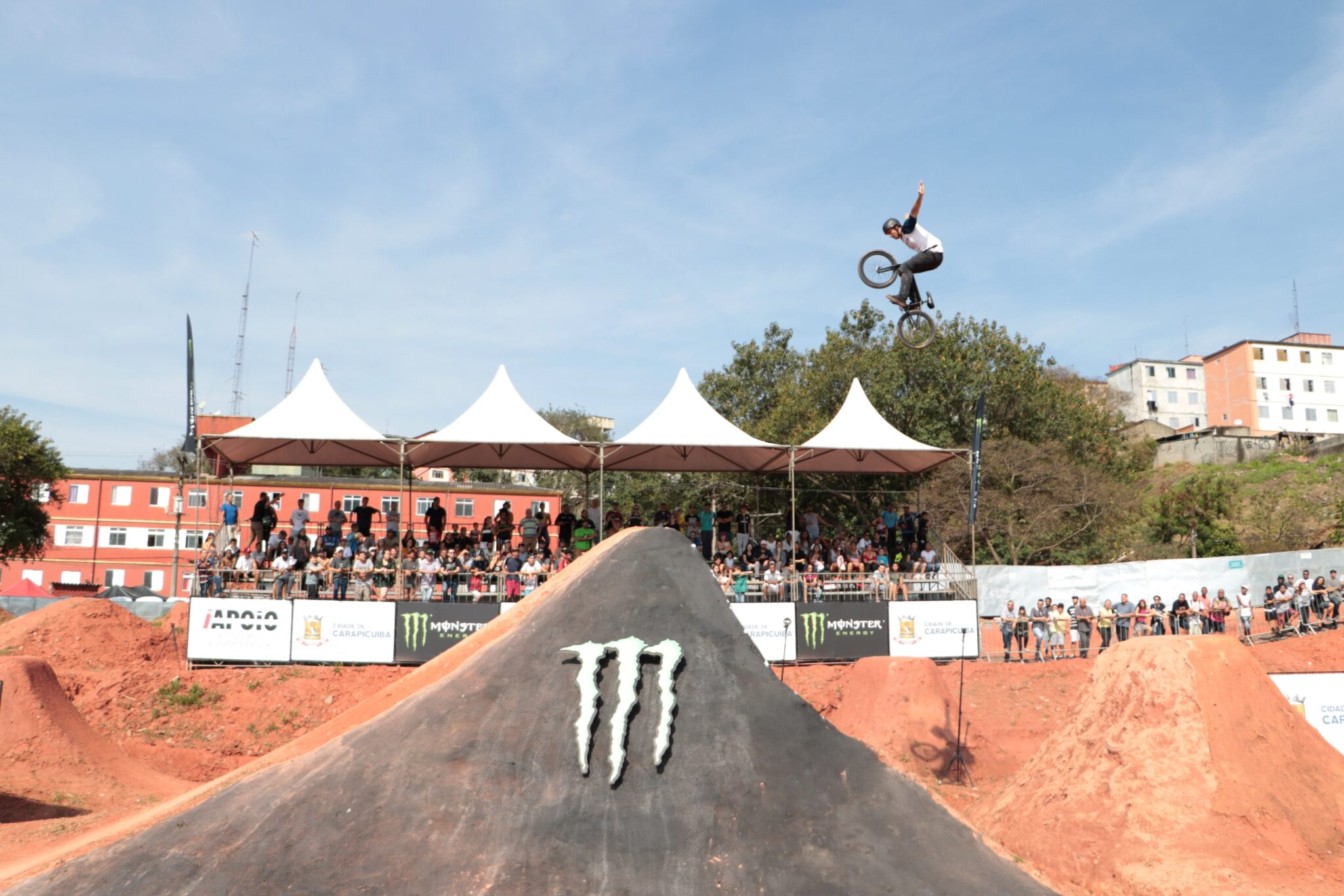
Caracas Trail, a melhor de pista de BMX da América Latina, localizada em Carapicuiba, na região metropolitana de São Paulo.

A primeira pista foi no Guarujá, no litoral paulista, em agosto de 1978. Mais tarde, em 1979 foi construída uma pista na Marginal Pinheiros, em São Paulo, próximo à Ponte da Avenida Cidade Jardim. O local contava com obstáculos, curvas e um poço de lama e os pilotos utilizavam bicicletas e equipamentos fornecidos pela Monark, que era a proprietária do local.
Novos modelos de bicicletas foram lançados e mais pistas foram construídas por todo o país. Hoje, há mais de dois mil pilotos federados. Orlando Camacho também foi o responsável pela introdução no Brasil do Freestyle, outra modalidade BMX. Naquele tempo as exibições eram feitas na pista, com os pilotos se equilibrando em cima das bicicletas, em manobras radicais para a época.
Carapicuíba, cidade localizada na região Oeste da Grande São Paulo, está instalada a melhor pista de BMX da América Latina, a Caracas Trail. Reconhecida internacionalmente, conta com saltos imensos. Com aprovação da população local, os pilotos cuidam do terreno e constroem rampas para o público iniciante na modalidade, os intermediários, e para os mais experientes, existe a "mega line", parte mais difícil da pista.

## Em Portugal
A Vilar Tip Top foi a primeira BMX de fabrico nacional em 1980-1981.
No dia 27 de março de 1986 realizou-se o 1.º Bicross Internacional de Troia, uma das maiores corridas de BMX da época com cobertura televisiva.
A Federação Portuguesa de Ciclismo é quem organiza o Campeonato Nacional de BMX (race). O campeão nacional 2014 em Elite é o Carlos Rosado do Clube Bicross de Portimão.
Em 2013 foi iniciado a construção da primeira Pista Olímpica de BMX em Portugal junto ao Velódromo Nacional em Anadia.
Philippe Pereira (1971-2011) foi um dos melhores riders de vert do final dos anos 80, sagrando-se campeão mundial de rampas-17anos nos BMX World's de 1989 em St Ouen, França.
O BMX World's (Campeonato do Mundo de BMX Freestyle) decorreu em Portimão-1998 e Beja-2003.
A competição Rebel Jam saiu da Alemanha pela primeira vez e escolheu Portimão para a edição de 2010. Foram construídas rampas novas no Parque da Juventude.
O BMX Series é o Campeonato Nacional de BMX Freestyle (Parque/Street) e é disputado nas categorias Open, Juniores e Iniciados. O campeão nacional de 2014 em Open é o Pedro Brás.

### Portugal
- BMXTUGA - Comunidade de BMX Race de Portugal
- Outriding - BMX em Portugal
- Clube Bicross de Portimão
- Federação Portuguesa da Ciclismo
- Vinte Polegadas

### Outros
- Acervo de fotos